# Octenidindihydrochlorid
Octenidindihydrochlorid (Salzsäuresalz von Octenidin) ist ein unspezifischer antimikrobieller, kationischer Wirkstoff aus der chemischen Gruppe der Bipyridine mit einem breiten Wirkungsspektrum gegen Bakterien, Pilze und behüllte Viren. Octenidinhaltige Produkte werden äußerlich zur Desinfektion von Haut und Schleimhäuten zur Wunddesinfektion sowie zur MRSA-Dekontamination eingesetzt.

## Eigenschaften
Octenidindihydrochlorid ist farb- und geruchlos. Es wird in einem Massenanteil von 0,1 bis 2,0 %, meist in Kombination mit Phenoxyethanol zur Desinfektion von Haut- und Schleimhautwunden sowie zur antiseptischen Behandlung der Schleimhaut der Mundhöhle und des Urogenital- und Analbereichs verwendet, z. B. vor Operationen im Anal- und Genitalbereich und zur Vorbereitung des Legens eines Harnblasen-Katheters. Da es nicht verdunstet, besitzt es eine Remanenzwirkung. Der Wirkungseintritt ist im Vergleich zu anderen Antiseptika schnell, vergleichbar mit PVP-Iod. Bei niedriger Exposition wurde in Methicillin-resistenten Staphylococcus-aureus-Keimen (MRSA) keine Resistenzen gegenüber Octenidindihydrochlorid festgestellt. Octenidin besitzt eine gute Verträglichkeit gegenüber Fibroblasten, ist aber toxisch für Knorpelgewebe. Es wird nicht über die Haut resorbiert. Daher ist es auch während der Schwangerschaft und Stillzeit anwendbar, sowie bei Neu- und Frühgeborenen.

## Wirkungsspektrum
Octenidindihydrochlorid wirkt bakterizid sowohl gegen grampositive als auch gramnegative Bakterien, viruzid gegen lipophile (behüllte) Viren wie die Herpes-simplex-Viren und das Hepatitis-B-Virus, sowie mikrobizid gegen Trichomonas vaginalis. Außerdem wirkt es fungizid, aber nicht sporizid. In Hefen bewirkt Octenidindihydrochlorid eine Destabilisierung der Zellmembran und ein Auslaufen des Zytosols, vermutlich durch Hemmung der Biosynthese von Ergosterol. Aufgrund seiner bakteriziden Wirkung findet Octenidin als Ersatzstoff für Aluminiumhydroxychlorid Anwendung in Deodorantien.

## Gegenanzeigen
Octenidindihydrochlorid ist nicht für eine dauerhafte Anwendung geeignet. Es darf ebenso wie Polyhexanid nicht auf Knorpelgewebe und im Innenohr bzw. in Nähe des Trommelfells angewendet werden. Ebenso ist es zur Spülung der Bauchhöhle und Harnblase kontraindiziert. Bei gleichzeitiger Anwendung von PVP-Iod-basierten Antiseptika kann es im Grenzbereich zu bräunlich bis violetten Hautverfärbungen kommen. Bei der Versorgung von Stichwunden etwa im Handbereich – sowie generell bei der Behandlung von Wundkavitäten – mit Octenidindihydrochlorid ist darauf zu achten, dass das Präparat nicht unter Druck (z. B. über eine Knopfkanüle) appliziert wird und frei abfließen kann (z. B. mit Hilfe einer Drainage), da es ansonsten zu massiven Ödemen und Gewebeschädigungen kommen kann, die möglicherweise chirurgisch saniert werden müssen. Bei Spülungen von offenen Wunden der Hand können chronische Entzündungen und Nekrosen auftreten. Bei gramnegativen Bakterien kann die Verwendung von Octenidindihydrochlorid zu einer Resistenzverstärkung gegen Antibiotika führen, nicht aber bei grampositiven Bakterien.

## Handelsnamen
Handelsnamen für das hauptsächlich in europäischen Ländern verwendete Octenidindihydrochlorid sind Octenisept (mit Phenoxyethanol), Octeniderm (mit 1-Propanol und 2-Propanol), Octenisept Wundgel, Octenident Mundspüllösung, Octenilin (Wundgel und Wundspüllösung), Octenisan (Waschlotion, Waschhandschuhe, Waschhaube) und Octenisan md Nasengel, welche allesamt von der Schülke & Mayr GmbH vertrieben werden.